# Chalcosyrphus americana
Chalcosyrphus americana är en tvåvingeart som först beskrevs av Ignaz Rudolph Schiner 1868.  Chalcosyrphus americana ingår i släktet mulmblomflugor, och familjen blomflugor. Inga underarter finns listade i Catalogue of Life.